# تاشلیکول
تاشلیکول (به لاتین: Tashlykul) یک منطقهٔ مسکونی در روسیه است که در باشقیرستان واقع شده‌است.